# 福井甚三

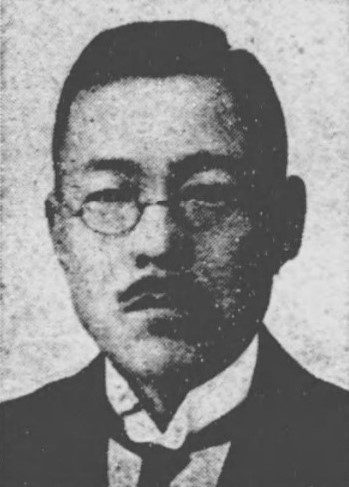
福井甚三

福井 甚三（ふくい じんぞう、1874年（明治7年）12月16日 - 1945年（昭和20年）1月18日）は、日本の実業家、政治家。衆議院議員。

## 経歴
奈良県平群郡、のちの生駒郡富郷村（現:生駒郡斑鳩町）で福井甚平の三男として生まれる。生駒土地社長、大阪商品市場社長、大和日報社長などを務めた。
1920年7月、第14回衆議院議員総選挙で奈良県第二区から選出された森岡京次郎の死去に伴う補欠選挙で当選。以後、第16回から第18回総選挙まて連続して当選。第19回総選挙では、1936年9月、奈良県選挙区から選出された岩本武助の死去に伴い繰上補充となった。その後、第20回総選挙で当選し、1942年4月の第21回総選挙では翼賛政治体制協議会の推薦を受けて当選、衆議院議員を通算7期務めた。この間、阿部内閣・内務参与官、奈良県農会長、同県出荷連盟会長、小作調停委員、土木会議議員、帝国農会特別委員、立憲政友会総務、国家総動員審議会委員、翼賛政治会政調内務委員、同兼鉄道委員などを務めた。